# پروانکی‌های اکوادور
پروانکی‌های اکوادور (نام علمی: Macrosoma albimacula) نام یک گونه از تیره شاپرک‌های آمریکایی است.